# Västra Örten
Västra Örten är en sjö i Forshaga kommun och Karlstads kommun i Värmland och ingår i Göta älvs huvudavrinningsområde. Sjön är 18 meter djup, har en yta på 9 kvadratkilometer och befinner sig 70,2 meter över havet. Sjön avvattnas av vattendraget Tjärnsälven (Näsälven). Vid provfiske har bland annat abborre, braxen, gers och gädda fångats i sjön.

## Delavrinningsområde
Västra Örten ingår i det delavrinningsområde (661615-137405) som SMHI kallar för Utloppet av Västra Örten. Medelhöjden är 112 meter över havet och ytan är 41,23 kvadratkilometer. Räknas de 7 avrinningsområdena uppströms in blir den ackumulerade arean 267,11 kvadratkilometer. Tjärnsälven (Näsälven) som avvattnar avrinningsområdet har biflödesordning 2, vilket innebär att vattnet flödar genom totalt 2 vattendrag innan det når havet efter 276 kilometer. Avrinningsområdet består mestadels av skog (61 procent). Avrinningsområdet har 8,98 kvadratkilometer vattenytor vilket ger det en sjöprocent på 21,7 procent.

## Fisk
Vid provfiske har följande fisk fångats i sjön:
- Abborre
- Braxen
- Gärs
- Gädda
- Gös
- Lake
- Löja
- Mört
- Nors